# Сосны на морском берегу
«Сосны на морском берегу» — песня советской рок-группы «Кино». Автор текста — Виктор Цой. Композиция не была издана при жизни её автора. Предположительно песня создалась в 1988—1989 годах. Однако точное время и место записи остается неизвестным.
Черновой вариант композиции был записан коллективом для их седьмого студийного альбома «Звезда по имени Солнце» на студии Валерия Леонтьева. Этот вариант произведения записан «электрическим» составом коллектива.
Демо-версия композиции впервые была выпущена в переиздании «Чёрного альбома» 1996 года без ведома ее создателей. Песня была перевыпущена в качестве ремейка для ремастерного альбома коллектива «12 22». Музыка для нее была создана с нуля оставшимися участниками группы во второй половине 2022 года.

## О композиции
Через несколько лет [после распада группы] Игорь Тихомиров, сохранивший студийную демо–версию песни, передал запись Марьяне Цой, которая в свою очередь передала ее компании «Moroz Records», на тот момент как раз готовившей выпуск переиздания всех альбомов «КИНО».Юрий Каспарян

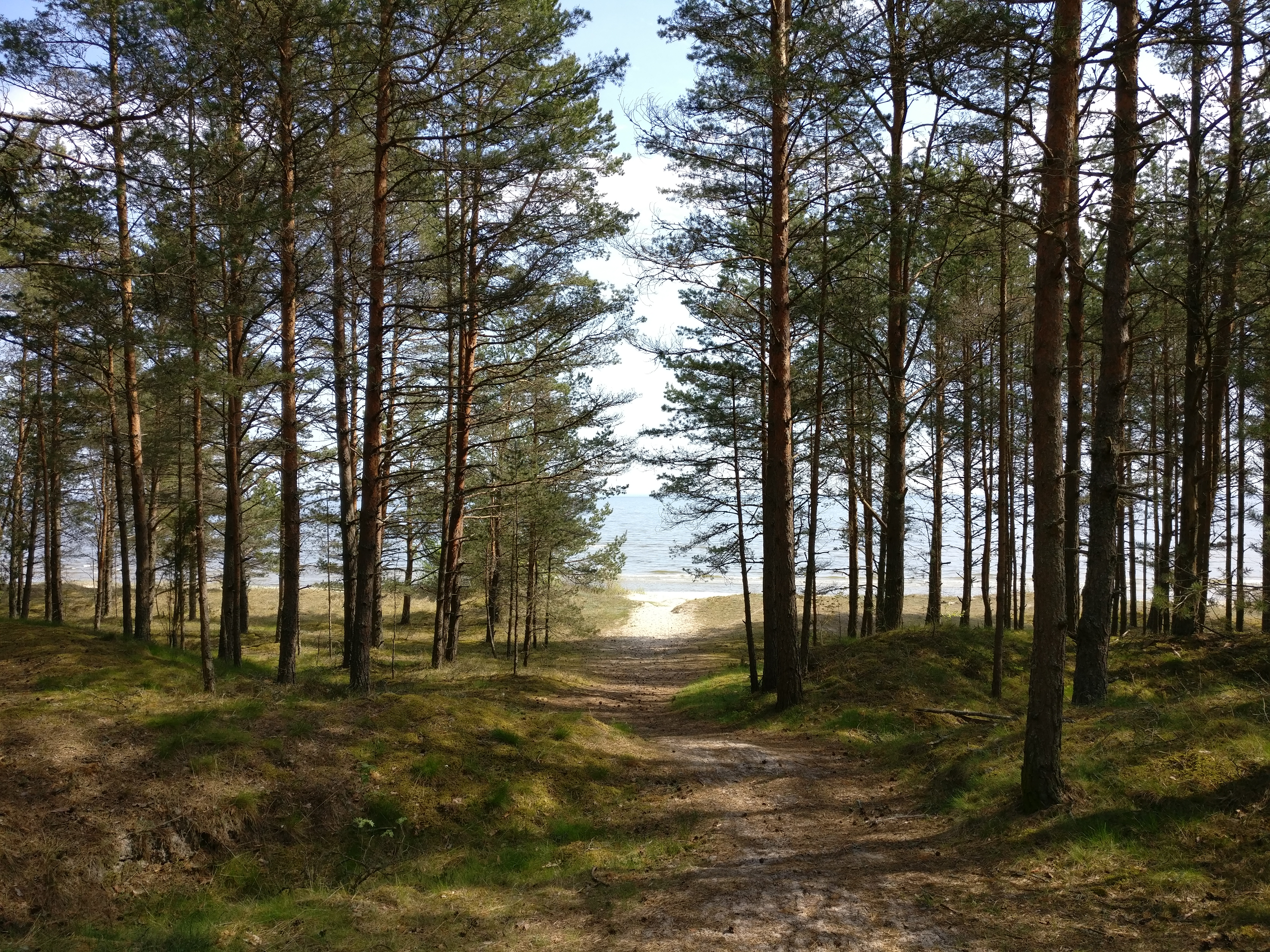
Сосны на морском берегу в Плиеньциемсе

Версия «Сосны на морском берегу», опубликованная в качестве бонуса к «Чёрному Альбому», доводилась до финального звучания без привлечения музыкантов «Кино». Гитарист Юрий Каспарян утверждает, что не принимал участия в создании этой «фонограммы». На гитаре здесь играет некий Александр, который записал чистовые инструментальные партии поверх демо-записи.
Предполагается, что в песне идёт речь о Латвии, где в последние годы жизни любил отдыхать Виктор Цой. Узкая полоска берега и растущие сразу за ней сосны — это типичный прибалтийский пейзаж. Черновик последнего альбома «Кино» Цой и Каспарян записывали в латвийском посёлке Плиеньциемсе, откуда лидер коллектива отправился в свой последний отдых.

## Участники записи
- Виктор Цой — фонографический вокал
- Олег Шунцов — ударные
- Юрий Каспарян — соло-гитара
- Игорь Тихомиров — бас-гитара
- Александр Титов — бас-гитара
- Дмитрий Кежватов — ритм-гитара

## Хит-парады
| Хит-парад (2022) | Высшая позиция |
| ---------------- | -------------- |
| Россия           | 48             |